# Ferdinando Reyna
Pour les articles homonymes, voir Reyna.
Ferdinando Reyna (Turin, 23 juin 1899 - 1969) est un écrivain, journaliste et critique d'art italien qui a principalement écrit sur la danse.

## Publications
- Des origines du ballet, Paris, A. Tallone, 1955[2].
- Histoire du ballet, Paris, Somogy, 1964.
- Dictionnaire des ballets, Paris, Larousse, 1967[1].